# Corswarem
Corswarem (in vallone: Cwareme, in olandese: Korsworm) è una sezione del comune belga di Berloz situata nella regione vallone della provincia di Liegi.
Era un comune a tutti gli effetti prima della fusione dei comuni del 1977.
Il villaggio è bagnato dal Grande Bek.

## Storia
Le prime notizie di una signoria di Corswarem risalgono al 1213 e al 1218 in due carte di Luigi II, conte di Looz dove troviamo Roberto, cavaliere di Corswarem detto Roberto I di Corswarem che era della famiglia di Berloz.. La famiglia prese il nome di Looz-Corswarem diventando di rango ducale e con un vasto territorio su cui esercitava poteri sovrani (all'inizio dell'Ottocento su oltre 550 kmq). Tutt'oggi fiorente, è considerata per il suo rango tra le principali della nobiltà belga.
Il vecchio mulino citato nel 1715 esiste ancora.

## I Templari e gli Ospitalieri
Dal punto di vista degli ordini religiosi, i Templari vi possedevano una casa e un terreno su cui coltivavano farro, frumento e segale e che poi furono affidati agli Ospitalieri.